# Rdestnica pływająca
Rdestnica pływająca (Potamogeton natans L.) – gatunek rośliny należący do rodziny rdestnicowatych (Potamogetonaceae). 

## Rozmieszczenie geograficzne
Gatunek szeroko rozprzestrzeniony w wodach na całej półkuli północnej. Na półkuli południowej dużo rzadszy, notowany tutaj we wschodniej Afryce, wschodniej Australii i na Nowej Zelandii. Występuje głównie na obszarach o klimacie umiarkowanym i podzwrotnikowym. W Europie jest pospolity na całym obszarze, jego północna granica zasięgu biegnie przez 65° szerokości geograficznej na Półwyspie Skandynawskim i w Islandii. Ku południowi Europy staje się jednak rzadszy. W Polsce jest pospolity (+4 w 5-stopniowej skali częstości występowania). Brak go tylko w wyższych partiach gór. Jest najbardziej pospolitym gatunkiem rdestnic w Polsce.

## Morfologia

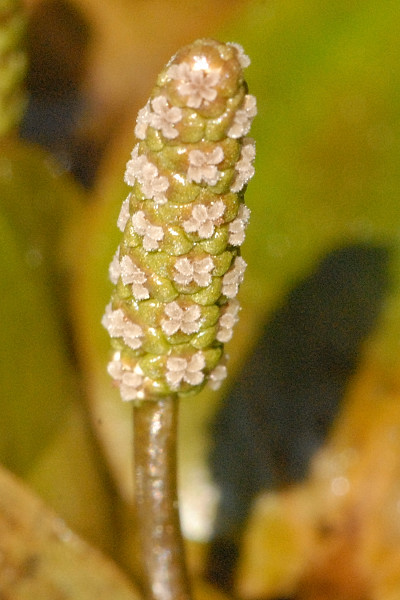
Kwiatostan

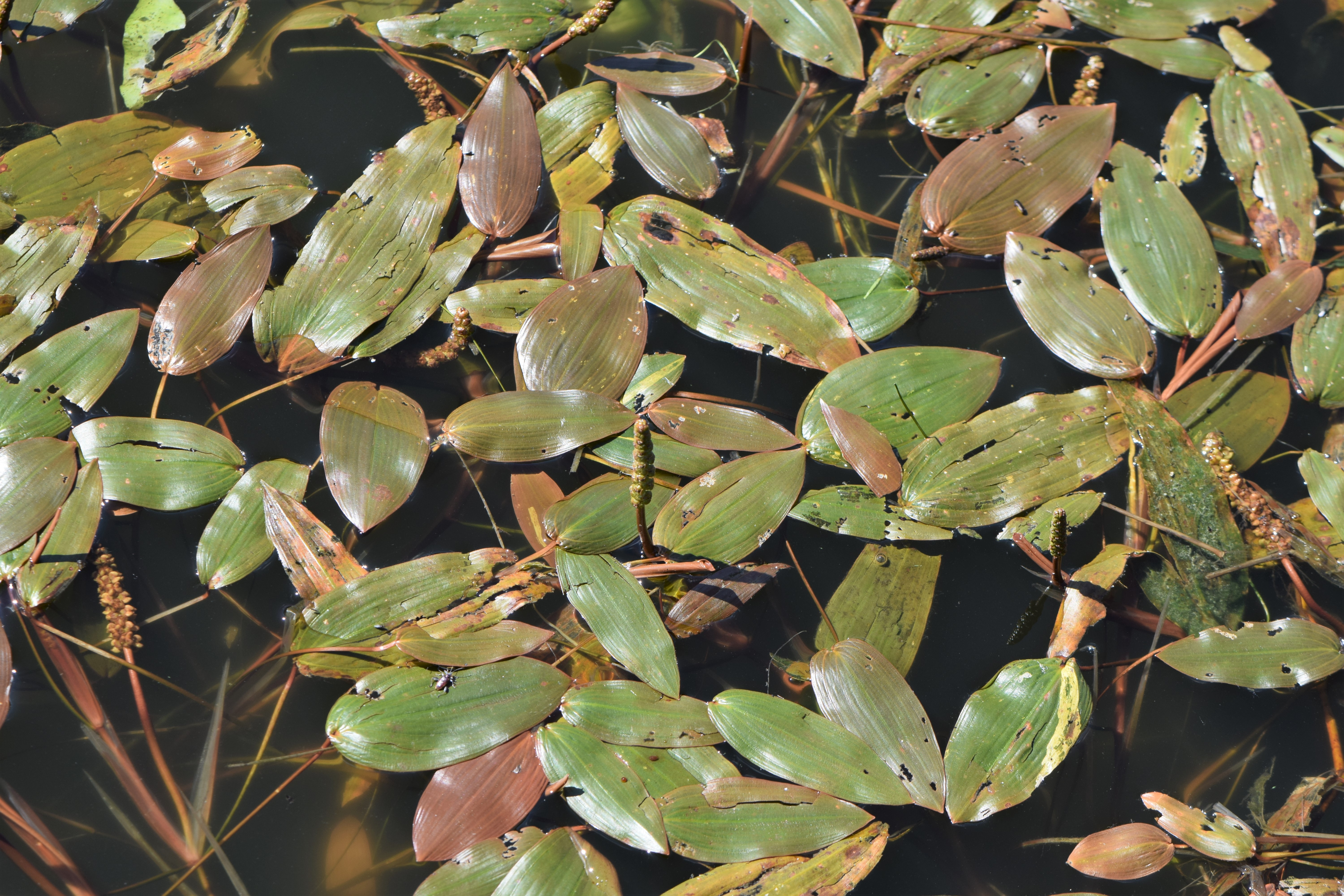
Liście pływające

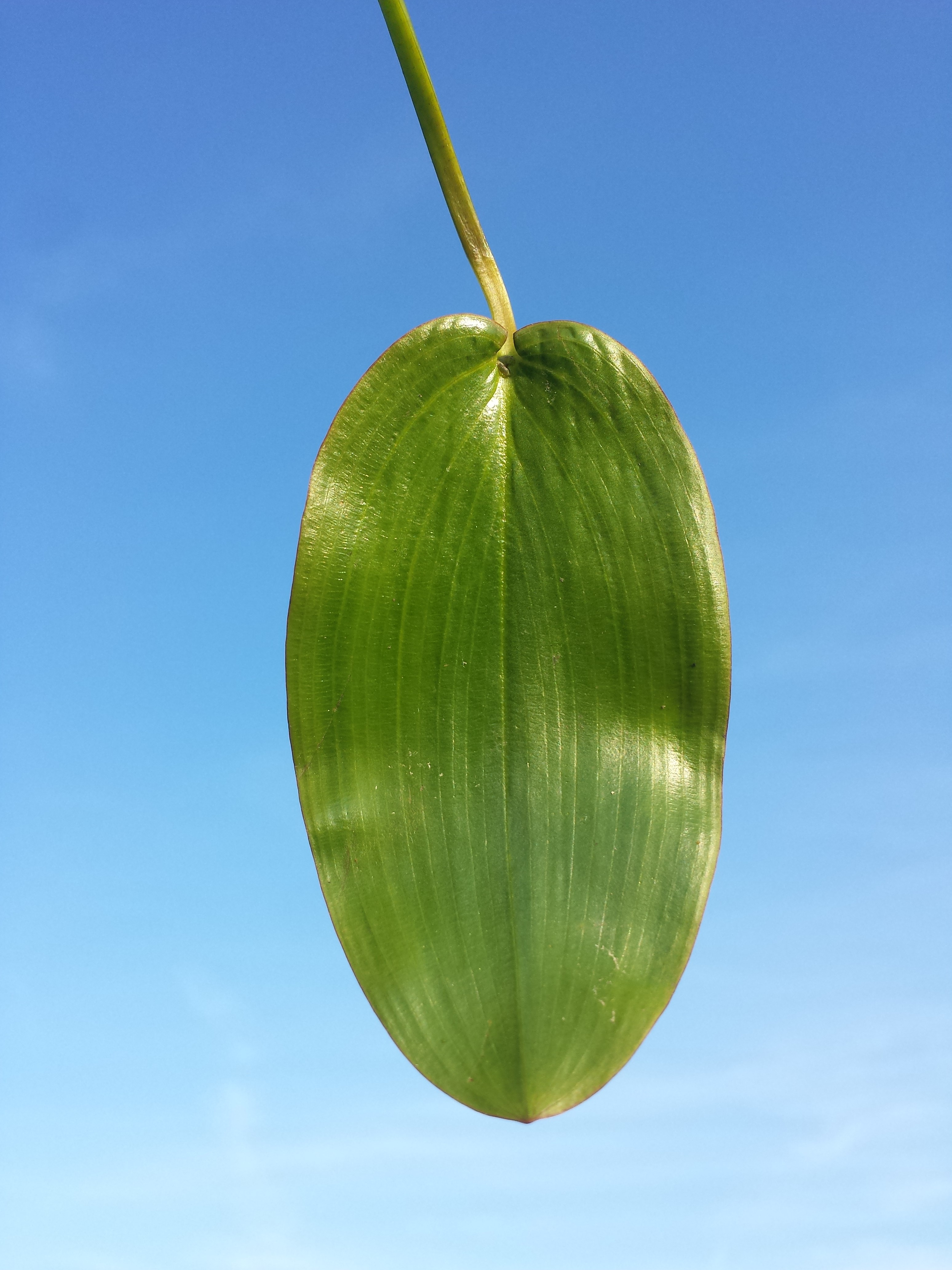
Blaszka liścia

PokrójRoślina wodna korzeniami przytwierdzona do dna. Pęd osiąga długość do 5 m, jego część jest podwodna, część pływająca.
ŁodygaObła, z ciemnymi, okrągłymi  plamkami u podstawy. Kłącze obłe, trwałe, pokryte liściakami. Zagłębia się w podłoże do 20 cm.
LiściePływające i zanurzone w wodzie. Liście podwodne (liściaki) są długie i wąskie, pływające natomiast znacznie krótsze i szersze. Najniższe z liści pływających są siedzące, całobrzegie,  ciemnozielone, mają długość zwykle do 45, a czasami do 60 cm i szerokość do 3,5 cm. Najwyższe liście pływające są skórzaste i posiadają nerw główny oraz 8-12(16) równoległych do niego nerwów bocznych po każdej stronie. Mają długość do 10(14) cm, szerokość do 4,5(8) cm i zmienny kształt – w wodzie płynącej są podługowate, w wodzie stojącej szeroko jajowate. Nasada liści klinowata, zaokrąglona lub słabo sercowata, szczyt tępy lub zaostrzony. Mają barwę od różowo-brązowej u młodych liści do żółto zielonej lub brunatno oliwkowej u starszych. Posiadają dwie fałdy, brzeg blaszki jest równy. Ogonki liściowe o długości do 15(30) cm. Ich górna część jest wiotka, dzięki czemu poddają się falowaniu wody. Miejsce łączenia się ogonka liściowego z łodygą jest giętkie i odbarwione. Przylistki są sztywne, otwarte, o długości 4–17 cm i tępym szczycie. W stanie świeżym są bladobrunatne, po wysuszeniu stają się brunatno-zielone.
KwiatyZebrane w wystające ponad powierzchnię wody walcowate kłosy o długości do 6 cm. Kłosy wyrastają na szypułach o długości do 9(12,5) cm. Kwiaty obupłciowe z 4 słupkami.
OwocSpłaszczone, o wąsko jajowatym kształcie orzechy. Mają długość do 4,8 mm, szerokość do 3,5 mm, posiadają tępe skrzydełko i krótki dzióbek (rostrum) na brzusznej części.

## Biologia i ekologia

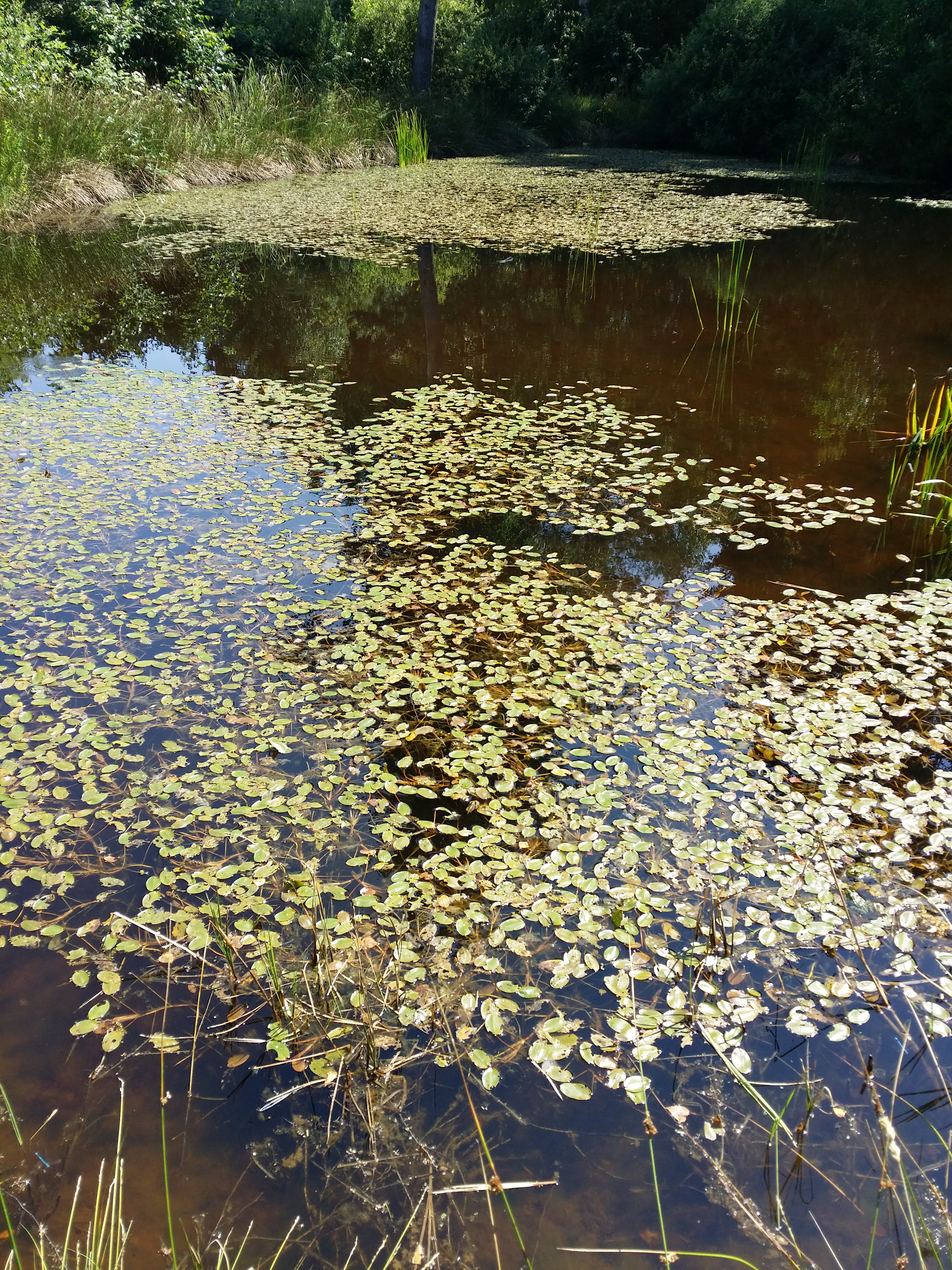
Licznie rosnąca rdestnica pływająca w zbiorniku

RozwójBylina, hydrofit. Ma kwiaty przedsłupne, zapylane przez wiatr. Kwitnie od czerwca do sierpnia. Kwiatostan powstaje pod wodą, ale podczas kwitnienia wyrasta tuż nad powierzchnię wody. Odbywa się to dzięki powiększaniu się w tym czasie przestworów międzykomórkowych w jego szypule. Po zapyleniu szypuła zakrzywia się i owocostan pogrąża się w wodzie. Tutaj odbywa się dojrzewanie owoców. Po odpadnięciu od owocostanu owoce mogą przez długi czas (nawet ponad miesiąc) pływać i są wówczas roznoszone przez prądy wodne (hydrochoria). Jest to możliwe dzięki temu, że posiadają duże, wypełnione powietrzem przestwory międzykomórkowe. Owoce mogą być zjadane przez ryby i ptaki wodne, ich nasiona przechodzą wówczas niestrawione przez ich układ pokarmowy. W ten sposób zwierzęta te rozprzestrzeniają nasiona (endozoochoria). Mogą się rozprzestrzeniać także po przyczepieniu się do odnóży lub piór ptaków (egzozoochoria). Roślina może się rozmnażać także wegetatywnie przez fragmentację pędów i kłączy oraz pączki przetrwalnikowe wytwarzane w kątach liści. Po odpadnięciu od rośliny pączki te zimują w mule dennym. Zimują również kłącza i pędy leżące na dnie.
SiedliskoGatunek o dużej tolerancji ekologicznej (eurybiont). Występuje w różnorodnych siedliskach wodnych: w jeziorach, stawach, starorzeczach, sadzawkach, rozlewiskach, dołach potorfowych, na łachach i w wolno płynących rzekach. Zazwyczaj występuje w wodach eutroficznych, ale pojawia się także w wodach mezo- i oligotroficznych. Zasiedla zarówno wody stojące, jak i wolno płynące, jak również zbiorniki wodne  o różnym podłożu: gliniastym, mulistym lub organicznym. Unika tylko wód o dnie piaszczystym, żwirowym lub kamienistym. Najlepiej z wszystkich rdestnic znosi wahania poziomu wody, może wytrzymać nawet dość długi okres w całkowitym wynurzeniu. Wytwarza wówczas formę lądową, charakteryzująca się krótkimi międzywęźlami, okrągłymi i sztywnymi liśćmi.
FitosocjologiaGatunek charakterystyczny dla związku Nymphaeion i Ass. Potametum natantis. Zazwyczaj występuje w zbiorowiskach razem z innymi gatunkami roślin wodnych, zwłaszcza tymi o pływających liściach, czasami jednak tworzy własne, jednogatunkowe zbiorowiska. Jest gatunkiem bardzo ekspansywnym. Dzięki szybkiemu wzrostowi i dużemu przyrostowi masy szybko zasiedla całą dostępną przestrzeń. Bierze duży udział w zarastaniu zbiorników wodnych. Pojawia się na różnych etapach tego zarastania. Swoimi kłączami utrwala podłoże. Wytwarza dużą biomasę, która jednak szybko ulega rozkładowi.
GenetykaLiczba chromosomów 2n = 52.

## Zastosowanie
- Nadaje się do uprawy w oczkach wodnych i wolno płynących wodach, ale tylko w takich, gdzie ma możność zakorzenienia się na dnie. Jest łatwa w uprawie. Rozmnaża się przez sadzonki wczesną wiosną lub późnym latem[11].